# بخش گوالیور
بخش گوالیور (به انگلیسی: Gwalior district) یک منطقهٔ مسکونی در هند است که در Gwalior division واقع شده‌است. بخش گوالیور ۴٬۵۶۰ کیلومتر مربع مساحت و ۲٬۰۳۲٬۰۳۶ نفر جمعیت دارد.